# Kulancja
Kulancja (świadczenie ex gratia)– sytuacja spełnienia przez ubezpieczyciela świadczenia ubezpieczeniowego, kiedy nie ma on pewności co do odpowiedzialności za szkodę. Wypłata kulancyjna dokonywana jest dla uniknięcia kosztów procesu sądowego oraz strat wizerunkowych związanych z odmową wypłaty świadczenia, a później ewentualnie przegranym procesem. 
Jednocześnie coraz częściej pojęcie kulancji wiąże się również z wypłatami, gdzie ubezpieczyciel ma pewność, że nie ponosi odpowiedzialności za szkodę, jednak z różnych względów (np. marketingowych lub społecznych) decyduje się na wypłatę.
Na ogół jest ona mniejsza niż roszczenie poszkodowanego. Warunkiem wypłaty jest zawarcie ugody, na mocy której poszkodowany rezygnuje z dochodzenia pozostałej części roszczeń od ubezpieczyciela.
Kulancja nie jest uregulowana ustawowo i stanowi wytwór praktyki i teorii prawa. Coraz częściej mówi się o potrzebach jej ustawowego zdefiniowania.